# Angry Video Game Nerd: The Movie
Pour plus de détails, voir Fiche technique et Distribution.
Angry Video Game Nerd: The Movie (ou AVGN: The Movie) est un film américain réalisé par Kevin Finn et James Rolfe, sorti en 2014. Il est basé sur la web-série The Angry Video Game Nerd.

## Synopsis
Le scénario du film tourne autour du jeu vidéo E.T. the Extra-Terrestrial sorti sur Atari 2600 en 1982 ainsi que sur l'enfouissement de jeux vidéo par Atari. Le Nerd, interprété par James Rolfe, refuse catégoriquement de rejouer au jeu pour en faire une critique, et ce malgré les pressions des fans. Cela est dû à la mauvaise réputation du titre et à un traumatisme qu'a vécu le Nerd en y jouant durant son enfance. Cependant, lorsqu'il est approché par Mandi, la représentante d'une compagnie nommé Cockburn Gaming, pour lui demander de jouer à une suite du jeu conçu par cette même compagnie, il change d'avis. Le Nerd décide d'aller faire des fouilles à la décharge où les cartouches du jeu E.T. the Extra-Terrestrial sont enterrées, dans le désert du Nouveau-Mexique, pour tenter de démontrer qu'il ne s'agissait que d'une farce, et ainsi éliminer la fascination autour du jeu.

## Fiche technique
- Titre : Angry Video Game Nerd: The Movie
- Réalisation : Kevin Finn et James Rolfe
- Scénario : Kevin Finn et James Rolfe
- Musique : Bear McCreary
- Photographie : Jason Brewer
- Montage : Paul Fontaine et Michael Licisyn
- Production : Colten Dietz et Sean Keegan
- Société de production : Cinemassacre Productions, Skinny Ugly Pilgrim et Evil Empire Entertainment
- Société de distribution : Cinemassacre Productions, Devolver Digital Films
- Pays :  États-Unis
- Genre : Aventure, comédie et science-fiction
- Durée : 115 minutes
- Dates de sortie : 
  -  États-Unis : 21 juillet 2014 (Los Angeles)

## Distribution
- James Rolfe : The Angry Video Game Nerd
- Jeremy Suarez : Cooper
- Sarah Glendening : Mandi
- Bobby Reed : Bernie Cockburn
- Stephen Mendel : général Dark Onward
- Helena Barrett : McButter
- Time Winters : Dr. Louis Zandor
- Eddie Pepitone : M. Swann
- Andre Meadows : Andre Meadows
- Matt Brewer : Zandor jeune
- Justin Shertick : Howard jeune
- David Dastmalchian : Sergeant L. J. Ng
- Andre Hyland : Stacie McBiddle
- Robbie Rist : alien (voix)
- Mike Matei : lui-même
- Howard Scott Warshaw : lui-même
- Doug Walker : lui-même
- Lloyd Kaufman : lui-même
- Jasmine Thompson : une fan de l'AVGN en webcam
- Bear McCreary : zombie (non crédité)

## Accueil
The Hollywood Reporter a qualifié le film de « trop long » mais d'une « qualité supérieure à la moyenne du marché du direct-to-video ».